# قانون کانوی
قانون کانوی (انگلیسی: Conway's law) ضرب‌المثلی است که می‌گوید سازمان‌ها سیستم‌هایی را طراحی می‌کنند که ساختار ارتباطی خودشان را منعکس می‌کنند. نام آن از ملوین کانوی برنامه‌نویس کامپیوتری گرفته شده است که این ایده را در سال ۱۹۶۷ معرفی کرد. عبارت اصلی او این بود:
هر سازمانی که یک سیستم را طراحی کند طرحی را تولید می‌کند که ساختار آن یک کپی از ساختار ارتباطی سازمان باشد.
قانون بر این استدلال استوار است که برای عملکرد یک ماژول نرم‌افزاری، چندین نویسنده باید به‌طور مکرر با یکدیگر ارتباط برقرار کنند؛ بنابراین، ساختار رابط نرم‌افزاری یک سیستم، منعکس کننده مرزهای اجتماعی سازمان‌هایی است که آن را تولید کرده‌اند، که ارتباط در آن‌ها دشوارتر است. قانون کانوی به عنوان یک مشاهده جامعه شناختی معتبر در نظر گرفته شده بود، اگرچه گاهی در زمینهٔ طنز استفاده می‌شود.
در اصطلاح عامیانه، به این معنی است که نرم‌افزار یا سیستم‌های خودکار در نهایت «شکل» ساختار سازمانی هستند که در آن طراحی شده یا برای آن طراحی شده‌اند. برخی از تفاسیر قانون می‌گویند این بازتاب الگوی سازمانی یکی از ویژگی‌های مفید چنین سیستم‌هایی است، در حالی که تفاسیر دیگر می‌گویند که این صرفاً نتیجه طبیعت انسانی یا تعصب سازمانی است.